# Przyjaciele Karpia
Przyjaciele Karpia a od 2020 roku Przyjaciele Pewnej Ryby – projekt dziennikarzy Programu III Polskiego Radia, a następnie Radia 357 polegający na wykonaniu świątecznej piosenki.

## Historia
Po raz pierwszy piosenkę nagrano w 2000. Co roku (do 2019) grupa aktualnie pracujących dziennikarzy Trójki wykonywała nowy utwór. Nagrane piosenki znalazły się na kilku wydawnictwach charytatywnych Agencji Muzycznej Polskiego Radia, m.in. Pocztówka do św. Mikołaja, Święta bez granic (2012–2019), Idą Święta (2007), Idą Święta 2 (2008), Idą Święta 3 (2009). Tematem wspólnym większości z piosenek jest refren: Krok po kroku, krok po kroczku, Najpiękniejsze w całym roczku, Idą święta, idą święta. 
Od 2020 tradycję świątecznej piosenki kontynuuje internetowe Radio 357. Od tego czasu też słuchacze tej stacji mogą w przedświątecznych licytacjach prowadzonych przez jednego z autorów utworu Jakuba Strzyczkowskiego zdobyć możliwość nagrania piosenki wraz z dziennikarzami rozgłośni. W 2020 roku nagranie piosenki wylicytowano za 15 tysięcy złotych, z kolei w 2021 roku po raz pierwszy licytacja miała dwie laureatki (panie Joanny z Poznania i Warszawy), które to łącznie zadeklarowały 61 357 złotych. Jedna ze wspomnianych pań nagrywała już piosenkę w 2021 roku, lecz po drugiej wygranej licytacji zapowiedziała na antenie Radia 357, że w 2022 roku z nagrody skorzysta jej mąż.

## Dotychczasowe edycje
| Rok  | Tytuł                             | Autor słów                       | Autor muzyki                                  | Wykonawcy | Najwyższa pozycja na LP3 / LP357 | Liczba tygodni na LP3 / LP357 | Dodatkowe informacje         |
| ---- | --------------------------------- | -------------------------------- | --------------------------------------------- | --- | -------------------------------- | ----------------------------- | ---------------------------- |
| 2000 | Idą Święta                        | Jakub Strzyczkowski              | Wojciech Kaleta                               | Artur Andrus, Teresa Drozda, Piotr Kaczkowski, Jerzy Kordowicz, Wojciech Mann, Marek Niedźwiecki, Monika Olejnik, Jakub Strzyczkowski, Magda Umer, Marek Wałkuski, Kwartet Rampa | 4x1                              | 7                             | wliczając podwójne notowanie |
| 2001 | Krok po kroczku                   | Jakub Strzyczkowski              | Wojciech Kaleta                               | Artur Andrus, Igor Błachut, Piotr Kaczkowski, Wojciech Mann, Marek Niedźwiecki, Artur Orzech, Piotr Stelmach, Jakub Strzyczkowski, Marek Wałkuski, Grzegorz Wasowski, Kwartet Rampa | 2                                | 5                             |                              |
| 2002 | Niech nam dzwoni                  | Artur Andrus                     | Wojciech Kaleta                               | Artur Andrus, Piotr Baron, Michał Kowalewski, Jolanta Kucharska, Artur Kulikowski, Marcin Łukawski, Wojciech Mann, Marek Niedźwiecki, Artur Orzech, Piotr Stelmach. Jakub Strzyczkowski, Halina Wachowicz, Marek Wałkuski, Grzegorz Wasowski, Kwartet Rampa | 3                                | 5                             |                              |
| 2003 | Karp IV - Restauracja             | Artur Andrus                     | Wojciech Kaleta                               | Artur Andrus, Piotr Baron, Michał Kowalewski, Wojciech Mann, Marek Niedźwiecki, Artur Orzech, Kuba Strzyczkowski, Halina Wachowicz, Grzegorz Wasowski, Kwartet Rampa | 3x1                              | 4                             |                              |
| 2004 | Marsz karpiowy                    | Artur Andrus                     | Wojciech Kaleta                               | Artur Andrus, Piotr Baron, Tomasz Gorazdowski, Robert Kantereit, Marcin Łukawski, Wojciech Mann, Marek Niedźwiecki, Artur Orzech, Jerzy Sosnowski, Jakub Strzyczkowski, Agnieszka Szydłowska, Halina Wachowicz, Grzegorz Wasowski, Kwartet Rampa | 2                                | 4                             |                              |
| 2005 | Piosenka dla karpia               | Maciej Kraszewski                | Wojciech Kaleta                               | Artur Andrus, Piotr Baron, Magdalena Jethon, Robert Kantereit, Maciej Kraszewski, Marcin Łukawski, Piotr Metz, Marek Niedźwiecki, Artur Orzech, Jolanta Pieńkowska, Mariusz Rokos, Piotr Stelmach, Jakub Strzyczkowski, Agnieszka Szydłowska, Halina Wachowicz, Kwartet Rampa | 5                                | 4                             |                              |
| 2006 | Karp Siódmy Wspaniały             | Michał Hoffmann                  | Michał Hoffmann                               | Artur Andrus, Piotr Baron z synem, Dariusz Bugalski, Magdalena Jethon, Robert Kantereit, Marcin Łukawski, Wojciech Mann, Piotr Metz, Marek Niedźwiecki, Michał Nogaś, Artur Orzech, Mariusz Rokos, Jerzy Sosnowski, Piotr Stelmach, Katarzyna Stoparczyk, Agnieszka Szydłowska, Halina Wachowicz, Grzegorz Wasowski, Kinga Miśkiewicz | 6                                | 4                             |                              |
| 2007 | Karp 07                           | Grzegorz Wasowski                | Wojciech Kaleta                               | Artur Andrus, Piotr Baron, Piotr Bukartyk, Jan Chojnacki, Grażyna Dobroń, Anna Gacek, Tomasz Gorazdowski, Grzegorz Hoffmann, Ryszard Jaźwiński, Piotr Kaczkowski, Robert Kantereit, Marcin Kydryński, Marcin Łukawski, Monika Makowska, Wojciech Mann, Barbara Marcinik, Piotr Metz, Beata Michniewicz, Michał Nogaś, Agnieszka Obszańska, Michał Olszański, Artur Orzech, Mariusz Owczarek, Adam Piśko, Tomasz Słodki, Piotr Stelmach, Katarzyna Stoparczyk, Kuba Strzyczkowski, Henryk Sytner, Agnieszka Szydłowska, Halina Wachowicz, Grzegorz Wasowski, Marcin Zaborski, Kwartet Rampa | 5                                | 4                             | 1 tydzień w poczekalni       |
| 2008 | Karp 08                           | Grzegorz Wasowski                | Grzegorz Turnau i Wojciech Kaleta (refren)    | Wykonawcy (w I wersji utworu): Artur Andrus, Piotr Baron, Katarzyna Borowiecka, Piotr Bukartyk, Jan Chojnacki, Grażyna Dobroń, Anna Gacek, Michał Gąsiorowski, Krystian Hanke, Grzegorz Hoffmann, Ryszard Jaźwiński, Piotr Kaczkowski, Robert Kantereit, Jerzy Kordowicz, Marcin Kydryński, Marcin Łukawski, Monika Makowska, Małgorzata Maliborska, Wojciech Mann, Beata Michniewicz, Michał Nogaś, Michał Olszański, Mariusz Owczarek, Adam Piśko, Katarzyna Pruchnicka, Krzysztof Skowroński, Piotr Stelmach, Kuba Strzyczkowski, Henryk Sytner, Agnieszka Szydłowska, Halina Wachowicz, Wojciech Waglewski, Grzegorz Wasowski, Marcin Zaborski, Tomasz Żąda, Grzegorz Turnau, Kwartet Rampa Wykonawcy (w II wersji utworu): Maja Borkowska, Dariusz Bugalski, Beniamin Filip, Michał Giersz, Tomasz Gorazdowski, Tomasz Jeleński z dziećmi, Łukasz Karusta, Elżbieta Korczyńska, Tomasz Ławnicki, Barbara Marcinik, Justyna Mączka, Piotr Metz, Tomasz Michniewicz, Joanna Mielewczyk, Agnieszka Obszańska, Artur Orzech, Michał Owczarek, Jacek Pawłowski, Dariusz Pieróg, Dariusz Rosiak, Krzysztof Skowroński, Adam Sobieraj, Małgorzata Spór, Katarzyna Stoparczyk, Wojciech Szymański, Magdalena Trzaska, Halina Wachowicz, Anna Zaleśna, Michał Żakowski, Kwartet Rampa | 8                                | 4                             |                              |
| 2009 | Bajka o karpiu w trójkowym eterze | Michał Rusinek                   | Wojciech Zieliński i Wojciech Kaleta (refren) | Artur Andrus, Piotr Baron, Wojciech Mann, Barbara Marcinik, Michał Olszański, Piotr Stelmach, Kuba Strzyczkowski, Halina Wachowicz, chór: Anna Ozner, Monika Urlik | 1                                | 5                             |                              |
| 2010 | Karp 2010                         | Andrzej Poniedzielski            | Marcin Partyka i Wojciech Kaleta (refren)     | Artur Andrus, Piotr Baron, Krystian Hanke, Piotr Kaczkowski, Marcin Łukawski, Małgorzata Maliborska, Wojciech Mann, Justyna Mączka, Beata Michniewicz, Marek Niedźwiecki, Małgorzata Spór, Kuba Strzyczkowski, Agnieszka Szydłowska, Halina Wachowicz, Anna Zaleśna | 17                               | 4                             |                              |
| 2011 | Karp 2011                         | Piotr Bukartyk                   | Janusz Grzywacz i Wojciech Kaleta (refren)    | Artur Andrus, Piotr Baron, Katarzyna Borowiecka, Piotr Bukartyk, Krystian Hanke, Magdalena Jethon, Marcin Łukawski, Wojciech Mann, Barbara Marcinik, Michał Margański, Marek Niedźwiecki, Michał Olszański, Paweł Sołtys, Kuba Strzyczkowski, Agnieszka Szydłowska, Halina Wachowicz, Kwartet Rampa | 19                               | 4                             |                              |
| 2012 | Karp 2012                         | Piotr Bukartyk                   | Piotr Bukartyk i Wojciech Kaleta              | Artur Andrus, Piotr Baron, Katarzyna Borowiecka, Piotr Bukartyk, Grażyna Dobroń, Marcin Gutowski, Krystian Hanke, Ewa Lipowicz, Marcin Łukawski, Wojciech Mann, Marek Niedźwiecki, Michał Olszański, Artur Orzech, Mariusz Owczarek, Jurek Owsiak, Katarzyna Pruchnicka, Piotr Stelmach, Zofia Sylwin, Agnieszka Szydłowska, Halina Wachowicz, Marcin Zaborski, Anna Hałas-Michalska, Piotr Kraśko, Beata Tadla, Krzysztof Ziemiec oraz Kwartet Rampa | 7                                | 3                             |                              |
| 2013 | Karp story 2013                   | Piotr Bukartyk                   | Piotr Bukartyk                                | Artur Andrus, Piotr Baron, Katarzyna Borowiecka, Piotr Bukartyk, Jan Chojnacki, Gabriela Darmetko, Wojciech Dorosz, Michał Gąsiorowski, Katarzyna Goleniowska, Natalia Grzeszczyk, Sylwia Hejj, Grzegorz Hoffmann, Magdalena Jethon, Piotr Kordaszewski, Roma Leszczyńska, Tomasz Ławnicki, Wojciech Mann, Beata Michniewicz, Irena Neneman, Marek Niedźwiecki, Michał Nogaś, Michał Olszański, Mariusz Owczarek, Dariusz Pieróg, Adam Sobieraj, Paweł Sołtys, Piotr Stelmach, Katarzyna Stoparczyk, Kuba Strzyczkowski, Monika Sułkowska, Zofia Sylwin, Halina Wachowicz, Elżbieta Walendzik, Tomasz Żąda, Kwartet Rampa | 1                                | 5                             |                              |
| 2014 | Duża ryba                         | Artur Andrus i Piotr Bukartyk    | Łukasz Borowiecki                             | Artur Andrus, Piotr Baron, Katarzyna Borowiecka, Piotr Bukartyk, Jan Chojnacki, Gabriela Darmetko, Paweł Drozd, Michał Gąsiorowski, Tomasz Gorazdowski, Krystian Hanke, Sylwia Héjj, Grzegorz Hoffmann, Ryszard Jaźwiński, Magdalena Jethon, Magdalena Karczewska, Piotr Kordaszewski, Wiktor Legowicz, Tomasz Ławnicki, Marcin Łukawski, Wojciech Mann, Piotr Metz, Beata Michniewicz, Irena Neneman, Marek Niedźwiecki, Michał Nogaś, Dariusz Pieróg, Adam Sobieraj, Jerzy Sosnowski, Kuba Strzyczkowski, Zofia Sylwin, Halina Wachowicz oraz Tomasz Żąda | 5                                | 4                             |                              |
| 2015 | Karpate szczęście                 | Maria Czubaszek                  | Wojciech Kaleta                               | Artur Andrus, Piotr Baron, Katarzyna Borowiecka, Sylwia Héjj, Marcin Łukawski, Wojciech Mann, Marek Niedźwiecki, Michał Olszański, Katarzyna Pruchnicka, Katarzyna Stoparczyk, Kuba Strzyczkowski, Halina Wachowicz | 5                                | 5                             |                              |
| 2016 | Wiersz o karpiu                   | Michał Zabłocki                  | Krzesimir Dębski                              | Artur Andrus, Piotr Baron, Katarzyna Borowiecka, Gabriela Darmetko, Wojciech Dorosz, Arkadiusz Ekiert, Michał Gąsiorowski, Tomasz Gorazowski, Natalia Grzeszczyk, Krystian Hanke, Magdalena Karczewska, Damian Kwiek, Krzysztof Łoniewski, Marcin Łukawski, Adam Malecki, Małgorzata Maliborska, Beata Michniewicz, Jan Niebudek, Agnieszka Obszańska, Dariusz Pieróg, Katarzyna Pruchnicka, Piotr Stelmach, Katarzyna Stoparczyk, Kuba Strzyczkowski, Monika Sułkowska, Zofia Sylwin, Henryk Sytner, Agnieszka Szydłowska, Halina Wachowicz, Izabela Woźniak, Tomasz Żąda, Anna Jurksztowicz | 10                               | 4                             |                              |
| 2017 | Z karpia wąż                      | Michał Zabłocki                  | Wojciech Kaleta                               | Piotr Baron, Katarzyna Borowiecka, Gabriela Darmetko, Krystian Hanke, Ryszard Jaźwinski, Magdalena Karczewska, Piotr Kordaszewski, Ewa Lipowicz, Piotr Metz, Beata Michniewicz, Marek Niedźwiecki, Mariusz Owczarek, Piotr Stelmach, Jakub Strzyczkowski, Monika Sułkowska, Zofia Sylwin, Halina Wachowicz, Izabela Woźniak, Tomasz Żąda, Kwartet Rampa | 18                               | 4                             |                              |
| 2018 | Karpie dwa                        | Michał Zabłocki                  | Wojciech Kaleta i Miłosz Wośko                | Piotr Baron, Aleksandra Budka, Wojciech Dorosz, Agnieszka Furtak-Bilnik, Krystian Hanke, Ewa Lipowicz, Marcin Łukawski, Beata Michniewicz, Marek Niedźwiecki, Agnieszka Obszańska, Michał Olszański, Marcin Pośpiech, Piotr Stelmach, Jakub Strzyczkowski, Agnieszka Szydłowska, Halina Wachowicz, Izabela Woźniak, Patrycjusz Wyżga, Tomasz Żąda, Marta Uszko, Marcin Januszkiewicz, Kwartet Rampa | 13                               | 3                             |                              |
| 2019 | Dwudziesty raz                    | Jakub Strzyczkowski              | Wojciech Kaleta                               | Dorota Miśkiewicz, Anna Rusowicz, Justyna Steczkowska, Barbara Wrońska, Kuba Badach, Piotr Rogucki, Stanisław Soyka, Mieczysław Szcześniak, Sławek Uniatowski, Kwartet Rampa. Towarzyszył im Chopin University Big Band pod dyrekcją Piotra Kostrzewy. | 10                               | 3                             |                              |
| 2020 | Przyjaciele pewnej ryby 2020      | Artur Andrus, Kuba Strzyczkowski | Wojciech Kaleta, Filip Jaślar                 | Robert Kantereit i Marcin Gutowski (TVN24), Dariusz Rosiak (Raport o Stanie Świata), Natalia Grzeszczyk (RMF Classic) oraz redakcja Radia 357: Katarzyna Borowiecka, Ola Budka, Gabi Darmetko, Roma Leszczyńska, Paweł Sołtys, Tomasz Michniewicz, Jakub Strzyczkowski, Marek Niedźwiecki, Piotr Stelmach, Marcin Łukawski, Krystian Hanke, Michał Olszański, Michał Gąsiorowski, Marta Malinowska, Katarzyna Kłosińska, Ernest Zozuń, Izabela Woźniak, Marcin Cichoński, Tomasz Jeleński, Daniel Wyszogrodzki, Patrycjusz Wyżga, Piotr Kaczkowski; akompaniament Grupa MoCarta i Joanna Makarczuk | 1                                | 5                             | Radio 357                    |
| 2021 | Karp to skarb                     | Jakub Strzyczkowski              | Wojciech Kaleta, Filip Jaślar                 | Marek Niedźwiecki, Katarzyna Pruchnicka, Kuba Strzyczkowski, Pani Joanna (patronka i słuchaczka Radia 357 która rok wcześniej wylicytowała udział w akcji), Marta Kula, Katarzyna Borowiecka, Antoni Grudniewski, Piotr Stelmach, Justyna Mączka, Michał Olszański, Ernest Zozuń, Agnieszka Szwajgier, Krystian Hanke, Marta Malinowska, Mateusz Fusiarz, Izabela Woźniak, Ola Budka, Katarzyna Kłosińska, Halina Wachowicz, Marcin Cichoński, Łukasz Błąd, Krzysztof Szubzda, Gabriela Darmetko, Michał Gąsiorowski, Patrycjusz Wyżga, Roma Leszczyńska, Tomasz Gorazdowski, Paweł Sołtys, Justyna Godz, Krzysztof Tubilewicz; akompaniament Monika Jarosz, Michał Woźniak, Zbigniew Stelmasiak, Grupa MoCarta | 1                                | 6                             | Radio 357                    |
| 2022 | Karpiu Trwaj!                     | Jakub Strzyczkowski              | Wojciech Kaleta, Filip Jaślar                 | Marek Niedźwiecki, Kuba Strzyczkowski, Marta Kula, Piotr Stelmach, Iza Woźniak, Marcin Łukawski, Katarzyna Pruchnicka, Michał Olszański, Michał Gąsiorowski, Justyna Godz, Krzysztof Tubilewicz, Darek Król, Antoni Grudniewski, Tomasz Gorazdowski, Mateusz Fusiarz, Roma Leszczyńska, Ernest Zozuń, Katarzyna Kłosińska, Patronka Joanna Kędracka, Patron Paweł Bogdański, Paweł Sołtys, Maja Piskadło, Gabi Darmetko, Olga Mickiewicz, Grzegorz Sajór, Beata Kwiatkowska, Patrycjusz Wyżga, Krzysztof Szubzda, Łukasz Błąd, Ewa Koch, Jarosław Juszkiewicz, Mateusz Kuźniewski, Maria Guzek, Agata Słysz, Tomasz Jeleński, Anna Dudzińska, Paulina Kozion, Krystian Hanke, Marek Brzeziński, Ola Budka, Tomasz Rożek, Marcin Cichoński, Agnieszka Szwajgier, Halina Wachowicz | 1                                | 1                             | Radio 357                    |
| 2023 | Karp umiarkowanie sentymentalny   | Artur Andrus, Kuba Strzyczkowski | Wojciech Kaleta, Łukasz Pietsch, Filip Jaślar | Kuba Strzyczkowski, Marek Niedźwiecki, Halina Wachowicz, Katarzyna Borowiecka, Krystian Hanke, Agnieszka Szwajgier, Mateusz Fusiarz, Roma Leszczyńska, Antoni Grudniewski, Ewa Koch, Michał Gąsiorowski, Anna Karaś, Krzysztof Tubilewicz, Iza Woźniak, Katarzyna Pruchnicka, Katarzyna Kłosińska, Paweł Sołtys, Michał Olszański, Natalia Fiedler, Darek Król, Tomasz Jeleński, Agnieszka Obszańska, Grzegorz Sajór, Marcin Klimkowski, Piotr Stelmach, Artur Andrus, Beata Kwiatkowska, Maja Piskadło, Marcin Łukawski, Tomasz Rożek, Justyna Godz, Marcin Cichoński, Patrycjusz Wyżga, Agata Słysz, Mateusz Kuźniewski, Ola Budka, Andrzej Rudke, Paulina Kozion, Tomasz Gorazdowski, Marek Brzeziński, Filip Jaślar, Joanna Kołaczkowska, Łukasz Pietsch, Olga Mickiewicz, Jarosław Sroka, Patron Maciej Grabowiecki, Patron Piotr Szczypski, Patronka Dorota Kaczmarek, Patron Jacek | 1                                |                               | Radio 357                    |
| 2024 | Karp Jubileuszowy                 | Filip Jaślar, Kuba Strzyczkowski | Filip Jaślar, Wojciech Kaleta                 | Adrian Bąk, Agata Słysz, Agnieszka Szwajgier, Andrzej Rudke, Anna Tatarska, Antoni Grudniewski, Artur Andrus, Artur Gaweł, Bartek Wasilewski, Beata Kwiatkowska, Darek Król, Ewa Koch, Filip Jaślar, Grażyna Morek, Halina Wachowicz, Iwona Majchrzak, Iza Woźniak, Jarosław Juszkiewicz, Justyna Godz, Katarzyna Grajlich, Katarzyna Pruchnicka, Krystian Hanke, Krzysztof Tubilewicz, Kuba Strzyczkowski, Liwia Olszańska, Maja Piskadło, Małgorzata Olszańska, Marcin Cichoński, Marcin Klimkowski, Marcin Łukawski, Marek Brzeziński, Marek Niedźwiecki, Marta Kula, Mateusz Fusiarz, Mateusz Kuźniewski, Michał Bonarowski, Michał Gąsiorowski, Michał Olszański, Michał Trantau, Michał Żakowski, Monika Mendroch-Karbowska, Ola Budka, Ola Żaczek-Świstak, Patrycjusz Wyżga, Paulina Kozion-Bąk, Paweł Pobóg-Ruszkowski, Paweł Sołtys, Piotr Stelmach, Rafał Grzebalski, Roma Leszczyńska, Słuchaczka Dorota, Słuchaczka Elżbieta, Słuchacz Karol, Tomasz Gorazdowski, Tomasz Jeleński, Tomasz Rożek |                                  |                               | Radio 357                    |